# Årnes (Nes)
Årnes este o localitate din comuna Nes, provincia Akershus, Norvegia, cu o suprafață de 2,61 km² și o populație de 3.767 locuitori (2013).